# Бобаре (Окучани)
Бобаре су насељено мјесто у Западној Славонији. Припадају општини Окучани, у Бродско-посавској жупанији, Република Хрватска.

## Географија
Бобаре се налазе на Псуњу. Удаљени су око 12 км сјеверно од Окучана.

## Историја
Бобаре су се од распада Југославије до маја 1995. године налазиле у Републици Српској Крајини. До територијалне реорганизације насеље се налазило у саставу бивше општине Нова Градишка.

## Становништво
Према попису становништва из 2011. године, насеље Бобаре је имало 16 становника.
| Националност       | 1991. | 1981. | 1971. | 1961. |
| Срби               | 77    | 45    | 117   | 155   |
| Хрвати             | 1     | 3     | 9     | 18    |
| Југословени        |       | 29    | 3     |       |
| остали и непознато |       | 2     | 1     |       |
| Укупно             | 78    | 79    | 130   | 173   |

| Демографија | Демографија | Демографија |
| Година      | Становника  | Становника  |
| ----------- | ----------- | ----------- |
| 1961.       | 173         |             |
| 1971.       | 130         |             |
| 1981.       | 79          |             |
| 1991.       | 78          |             |
| 2001.       | 20          |             |
| 2011.       |             | 16          |